# CANT 37
Il CANT 37 era un idroricognitore e bombardiere leggero biplano a scafo centrale costruito in un unico esemplare dalla divisione aeronautica dell'azienda italiana Cantieri Riuniti dell'Adriatico nei primi anni trenta.
Realizzato per rispondere ad una specifica per la fornitura di un nuovo velivolo imbarcato da assegnare agli incrociatori Classe Trento della Regia Marina, riproponeva in pratica il CANT 35 con la sola differenza delle ali smontabili. Seppur valutato positivamente dal personale militare il modello non ebbe seguito produttivo.

## Storia
Nel 1930 il Ministero dell'aeronautica, per conto della Regia Aeronautica e della Regia Marina, emise una specifica per la fornitura di un nuovo velivolo idoneo ad equipaggiare alcune unità della Regia Marina, gli incrociatori pesanti Classe Trento e Classe Zara, dotati di tuga di ricovero, e la nave appoggio idrovolanti Giuseppe Miraglia. Le caratteristiche tecniche richieste rendevano simili i modelli idonei ad entrambe le destinazioni ma che si differenziavano nella struttura alare che doveva essere smontabile nel modello destinato agli incrociatori.
Alla richiesta rispose la divisione aeronautica del Cantiere Navale Triestino con un progetto affidato all'allora suo progettista capo Raffaele Conflenti.

### Sviluppo
Conflenti disegnò un idrovolante monomotore a scafo centrale completamente realizzato in legno e tela, caratterizzato dalla configurazione alare biplana, che si differenziò nel CANT 35 dotato di ali ripiegabili all'indietro e nel CANT 37 nel quale le ali erano completamente removibili.
Sottoposto alla valutazione delle autorità ministeriali il CANT 37 venne giudicato idoneo, quindi la Regia Aeronautica emise un contratto di fornitura (nr. 873) per un esemplare, acquistato per la cifra di £. 412 000, successivamente approvato con decreto N°394 ed immatricolato con la matricola militare MM.158.
Il prototipo venne portato in volo per la prima volta il 2 maggio 1932, quindi inviato a Vigna di Valle presso il Centro Sperimentale per gli idrovolanti e per l'armamento navale il quale lo collaudò il successivo 8 giugno.

### Impiego operativo
Il CANT 37 rimase in carico alla Regia Aeronautica per breve tempo fino a quando, a causa di un incidente occorso in data 1º dicembre 1933, venne dichiarato fuori uso e radiato.

## Descrizione Tecnica
Il CANT 37 era un idrovolante a scafo centrale di impostazione classica; biplano, monoposto e monomotore in configurazione spingente.
Lo scafo era caratterizzato da una chiglia con un redan e presentava tre abitacoli aperti, uno posizionato sulla prua dotato di postazione difensiva, uno centrale che fungeva da cabina di pilotaggio aperto protetto da un parabrezza seguito da un terzo anch'esso con funzione difensiva. Posteriormente terminava in un impennaggio cruciforme monoderiva con piani orizzontali controventati.
La configurazione alare era biplano-sesquiplana, con l'ala superiore dall'apertura, montata alta a parasole, sensibilmente maggiore dell'inferiore, quest'ultima caratterizzata da un sensibile angolo di diedro positivo, e che integrava nella parte inferiore delle semiali i galleggianti equilibratori ed i due attacchi per bombe leggere. Le due ali erano tra loro collegate da una doppia coppia di montanti ad "N" per lato, in configurazione "Warren", e la superiore era integrata da montanti diagonali che la collegavano alla parte superiore dello scafo.
La propulsione era affidata ad un motore Isotta Fraschini Asso 500, un 12 cilindri a V raffreddato a liquido in grado di erogare una potenza, in quel caso, pari a 400 CV (294 kW), integrato in una gondola collocata centralmente nella struttura tubolare sotto l'ala superiore in configurazione traente ed abbinato ad un'elica bipala a passo fisso.
L'armamento era costituito da una coppia di mitragliatrici calibro 7,7 mm a disposizione delle postazioni di prua e poppa e da un carico bellico da caduta costituito da bombe leggere agganciate a due attacchi subalari.

## Utilizzatori
Italia
- Regia Aeronautica